# Сан Силвестро (Кампобасо)
Сан Силвестро је насеље у Италији у округу Кампобасо, региону Молизе.
Према процени из 2011. у насељу је живело 25 становника. Насеље се налази на надморској висини од 549 м.